# 巧家小檗
巧家小檗（学名：Berberis qiaojiaensis）是小檗科小檗属的植物，是中国的特有植物。分布在中国大陆的云南等地，目前尚未由人工引种栽培。